# Аспаррен
Аспарре́н (фр. Hasparren) — коммуна во Франции, находится в регионе Новая Аквитания. Департамент — Атлантические Пиренеи. Административный центр кантона Баигюра-э-Мондаррен. Округ коммуны — Байонна.
Код INSEE коммуны — 64256.

## География

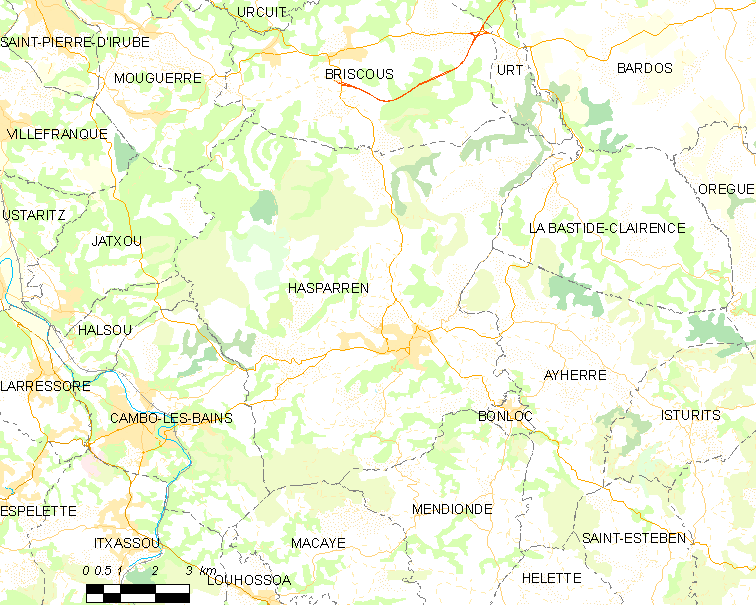
Карта коммуны

Коммуна расположена приблизительно в 670 км к юго-западу от Парижа, в 175 км южнее Бордо, в 80 км к западу от По.
На востоке коммуны протекает река Аран.

## Климат
Климат тёплый океанический. Зима мягкая, средняя температура января — от +5°С до +13°С, температуры ниже −10 °C бывают редко. Снег выпадает около 15 дней в году с ноября по апрель. Максимальная температура летом порядка 20—30 °C, выше 35 °C бывает очень редко. Количество осадков высокое, порядка 1100 мм в год. Характерна безветренная погода, сильные ветры очень редки.

## Население
Население коммуны на 2010 год составляло 6140 человек.
| 1962 | 1968 | 1975 | 1982 | 1990 | 1999 | 2010 |
| ---- | ---- | ---- | ---- | ---- | ---- | ---- |
| 5224 | 5048 | 5081 | 5303 | 5399 | 5480 | 6140 |

## Администрация
| Период | Период | Фамилия      | Партия                                                         | Примечания                                                             |
| ------ | ------ | ------------ | -------------------------------------------------------------- | ---------------------------------------------------------------------- |
| 1971   | 1995   | Жан Пинатель |                                                                |                                                                        |
| 1995   | 2008   | Жак Куме     | Объединение в поддержку республики → Союз за народное движение | генеральный советник кантона (1973—2004) помощник депутата (2002—2012) |
| 2008   | 2020   | Бена Иншоспе | Разные правые                                                  | генеральный советник кантона (с 2004)                                  |

## Экономика
В 2010 году среди 3951 человека трудоспособного возраста (15—64 лет) 2914 были экономически активными, 1037 — неактивными (показатель активности — 73,8 %, в 1999 году было 70,1 %). Из 2914 активных жителей работали 2674 человека (1409 мужчин и 1265 женщин), безработных было 240 (118 мужчин и 122 женщины). Среди 1037 неактивных 329 человек были учениками или студентами, 433 — пенсионерами, 275 были неактивными по другим причинам.

## Достопримечательности
- Церковь Св. Иоанна Крестителя (XVI век)[4].
- Церковь Св. Иосифа.
- Часовня Св. Сердца (1928 год), ныне часовня лицея Св. Иосифа. Исторический памятник с 2011 года[5].

## Города-побратимы
- Аспейтия (Испания)

## Фотогалерея

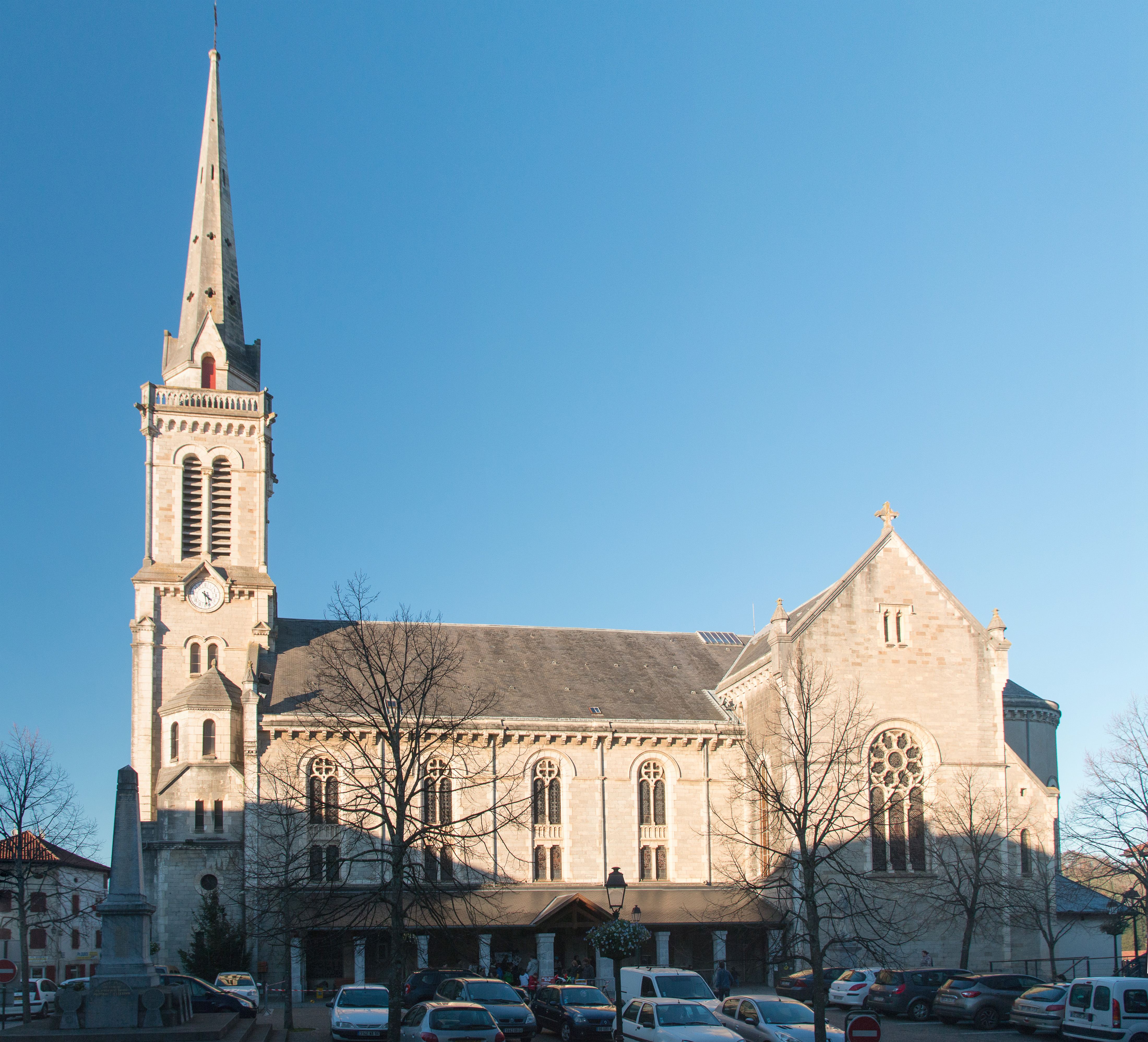
Церковь Св. Иоанна Крестителя
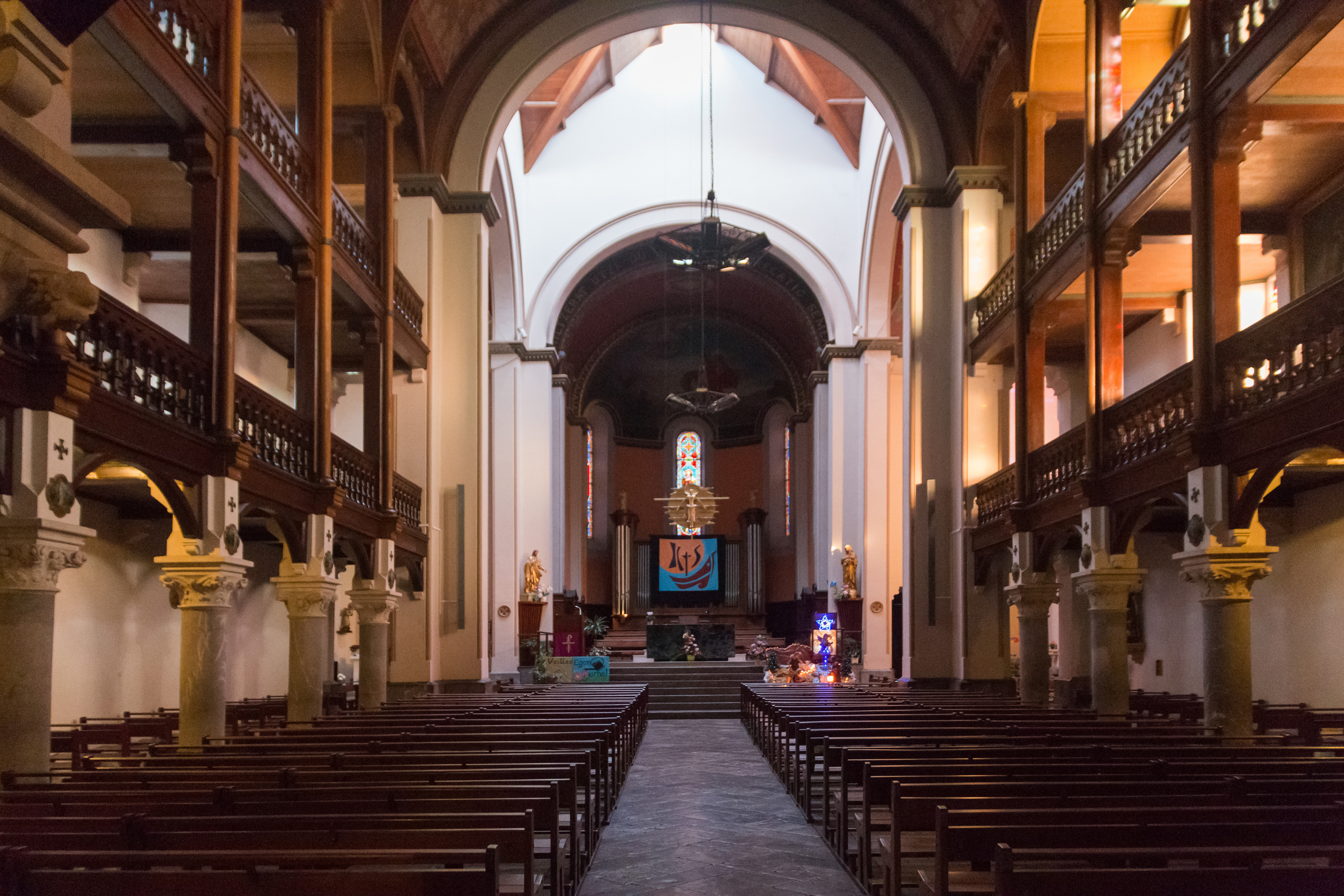
Интерьер церкви Св. Иоанна Крестителя
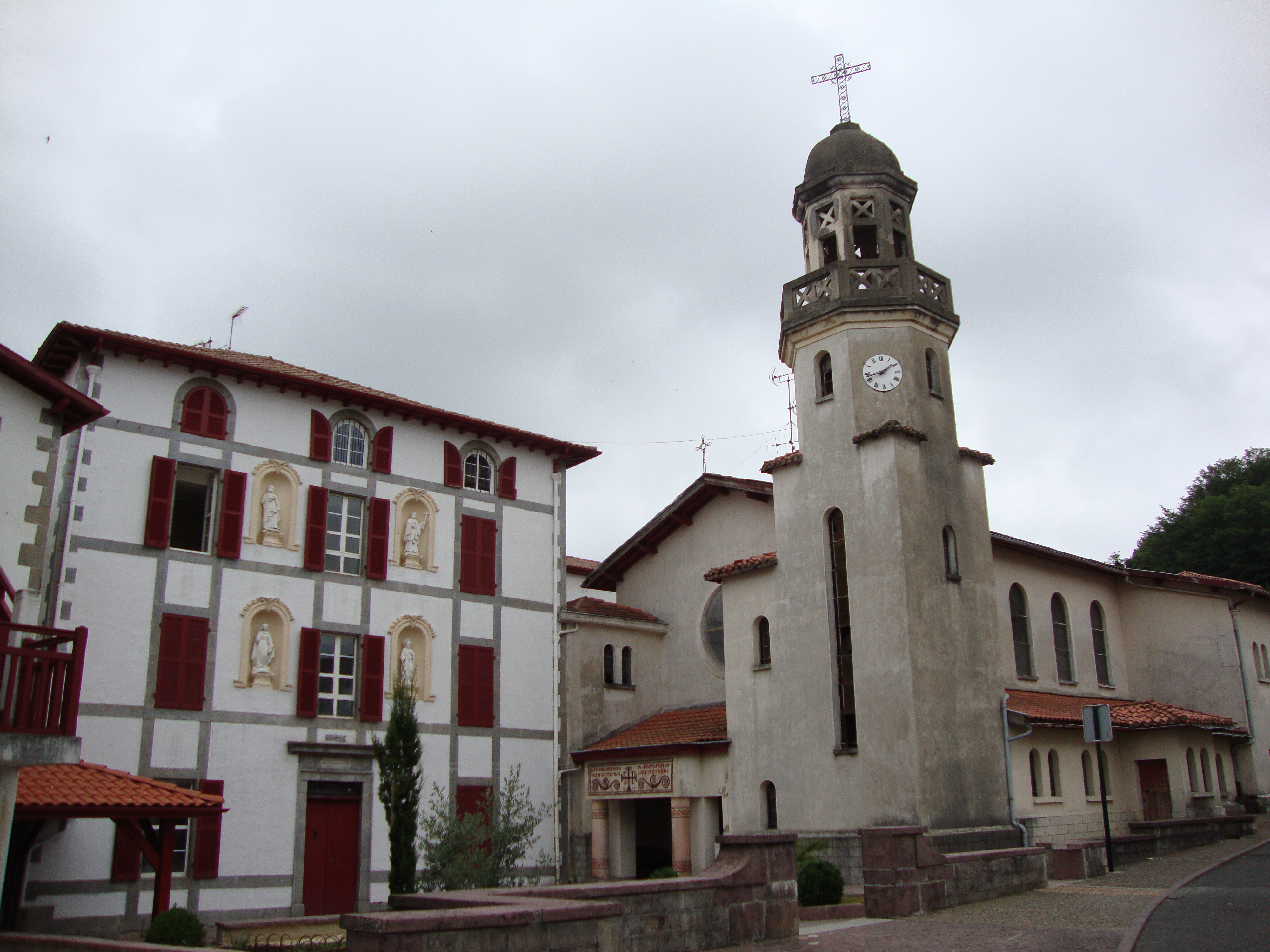
Часовня Св. Сердца
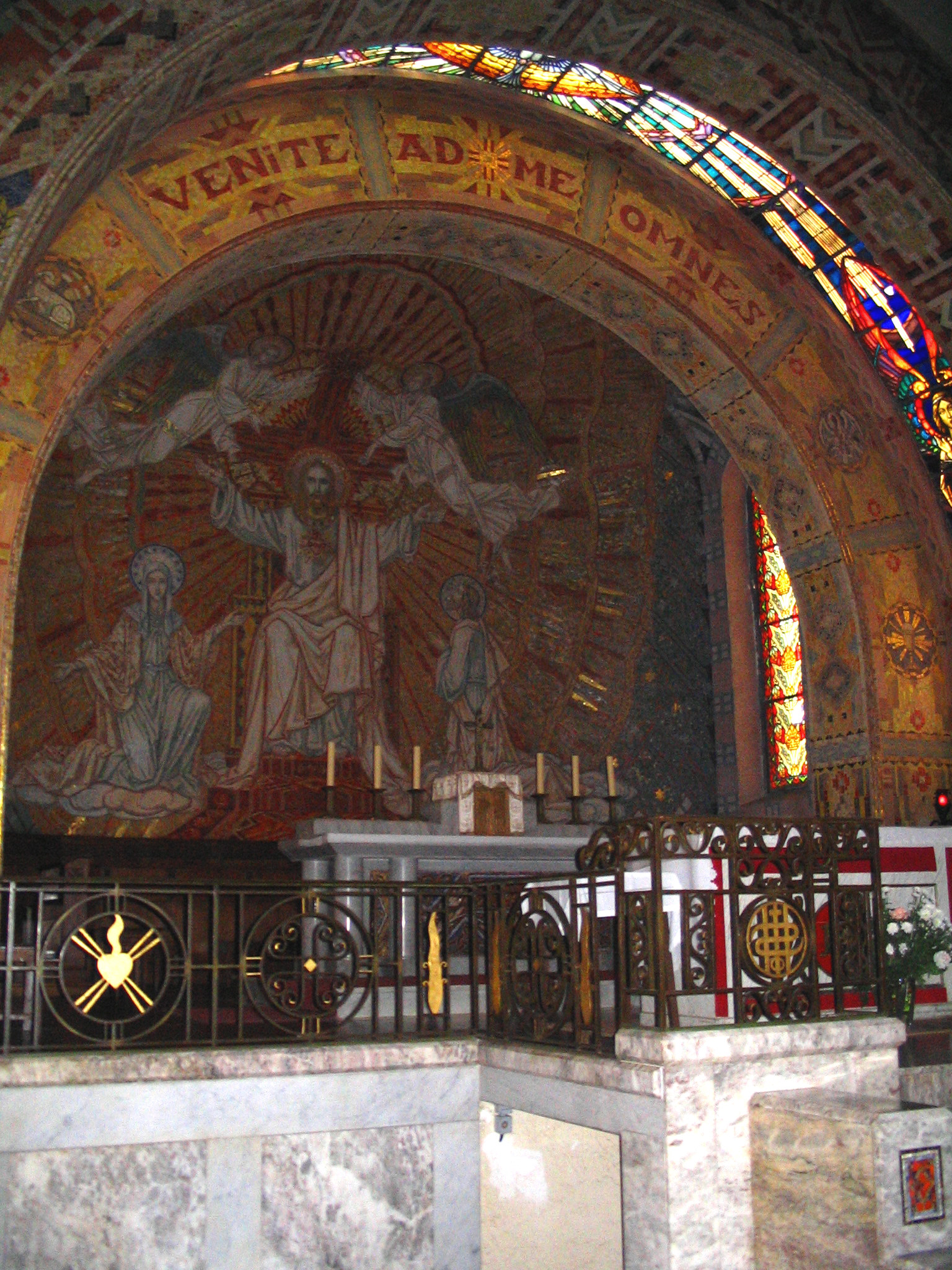
Интерьер часовни Св. Сердца
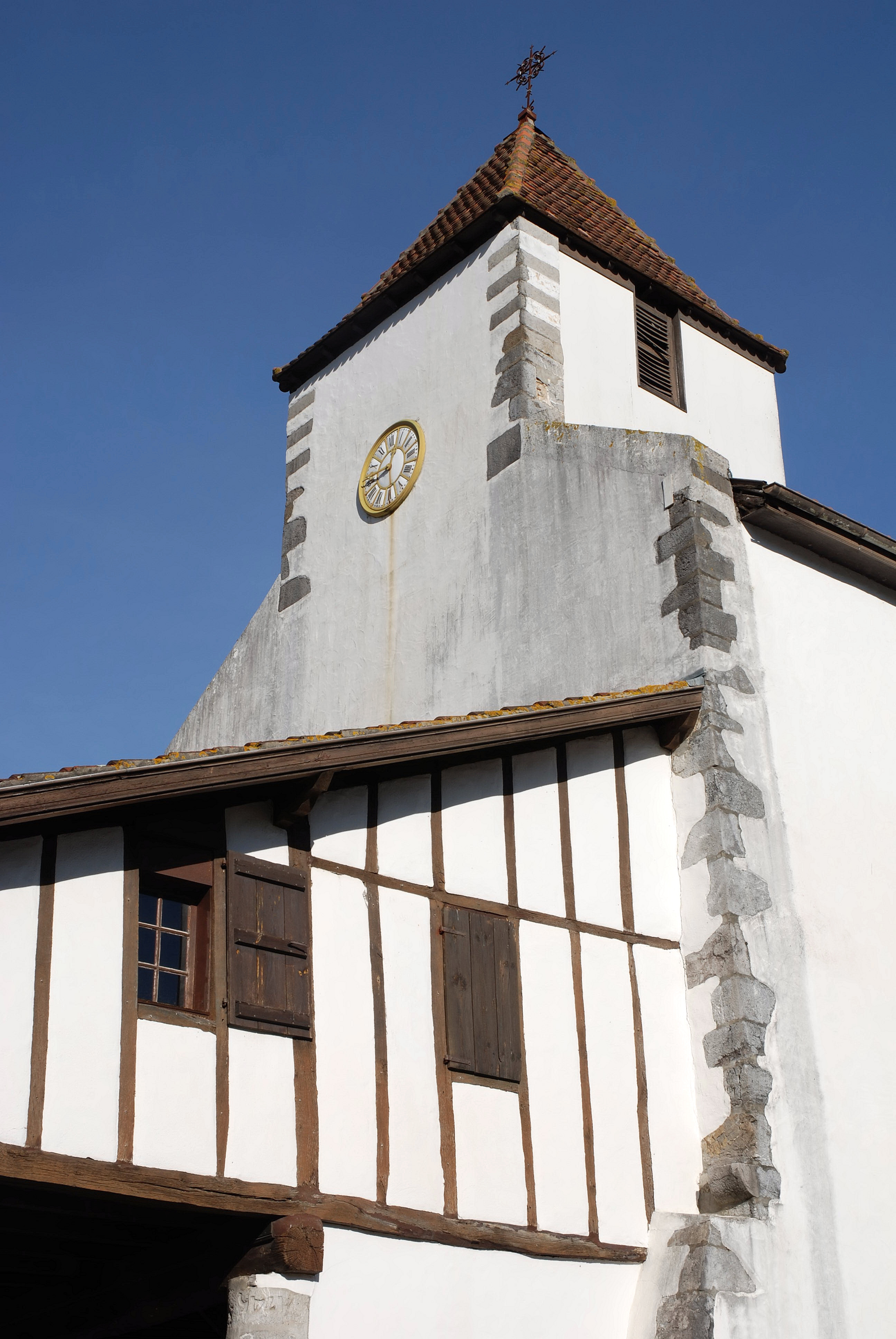
Церковь Св. Иосифа
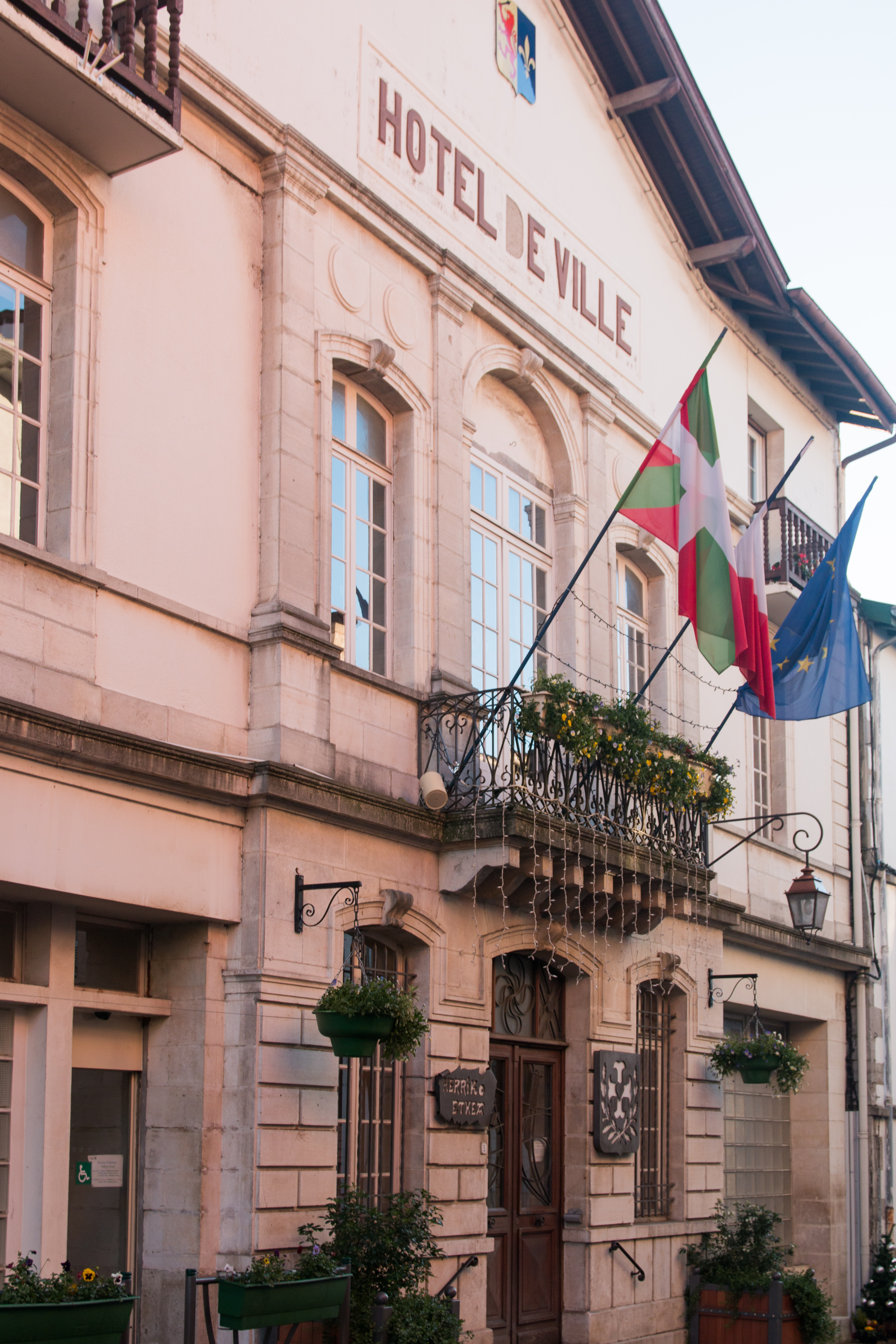
Мэрия
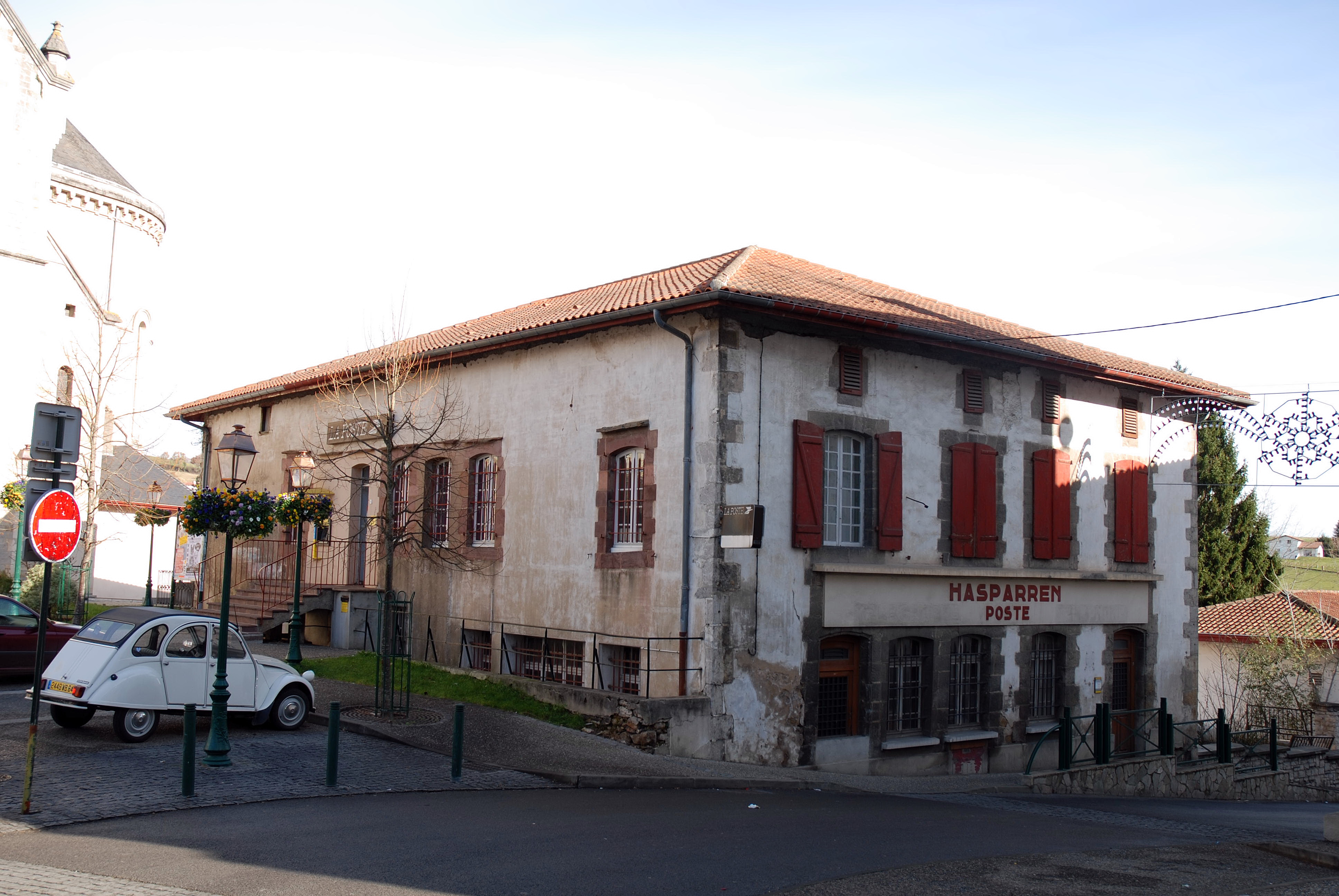
Почта
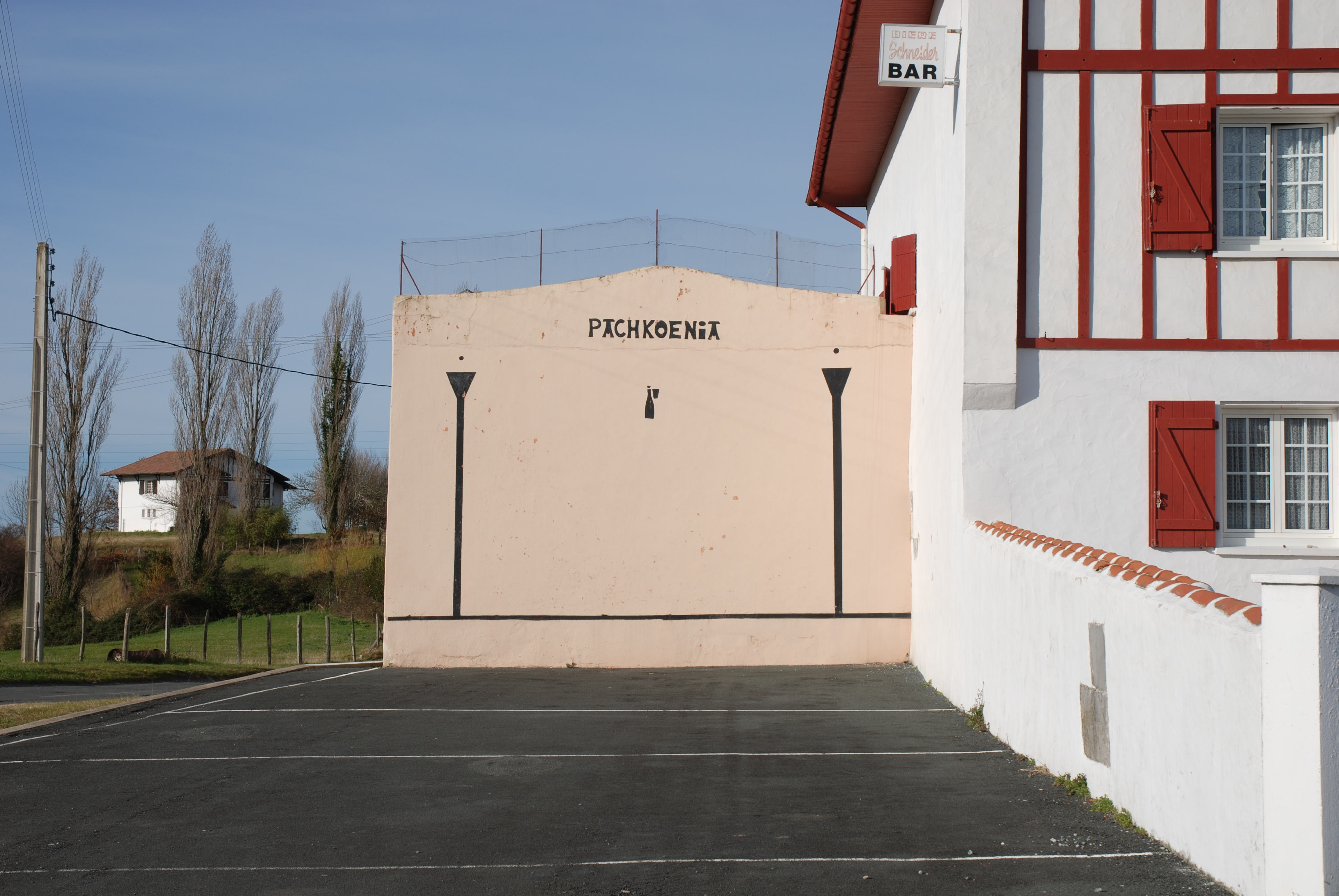
Фронтон (площадка для игры в пелоту)
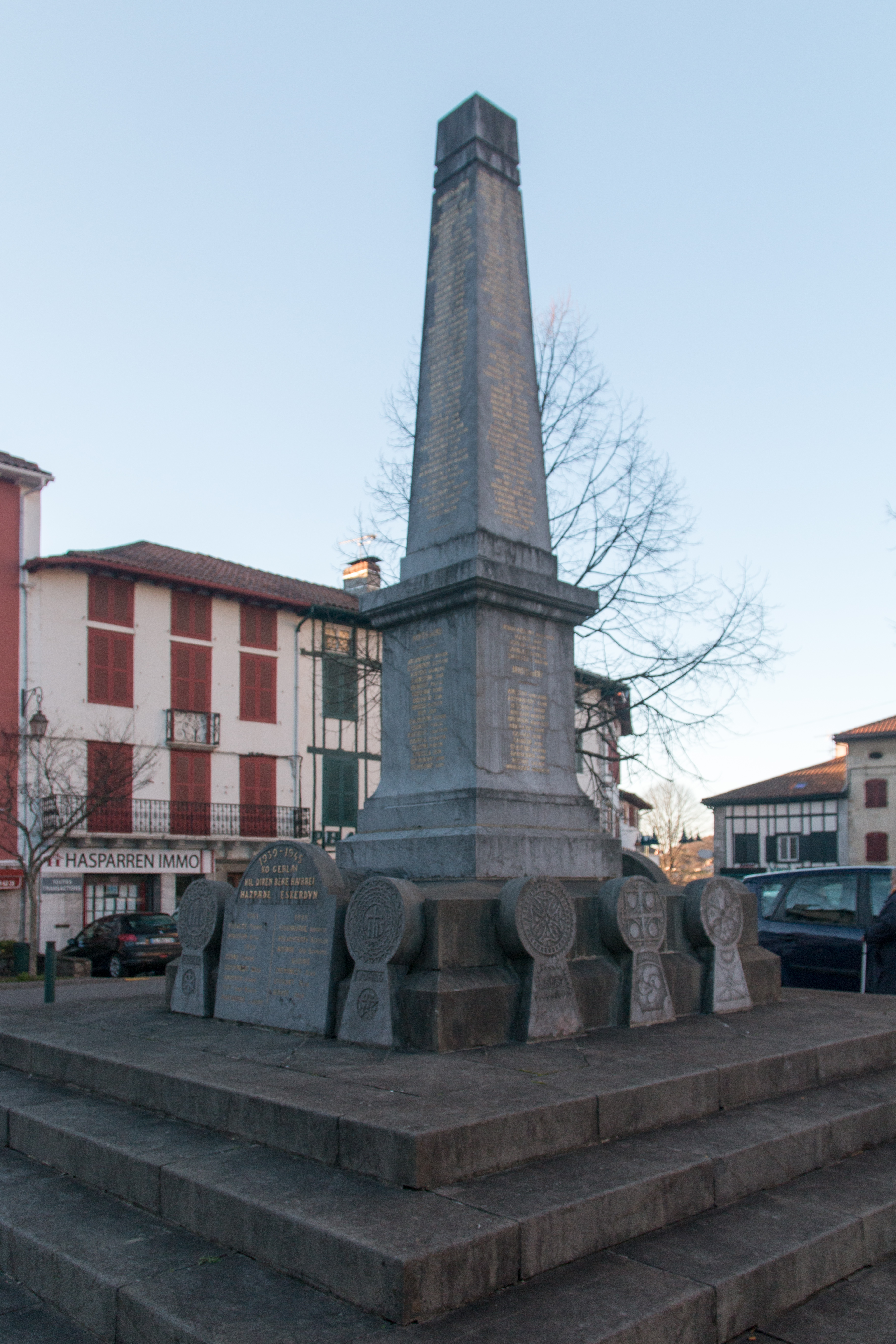
Военный мемориал